# 2950 Руссо
2950 Руссо (2950 Rousseau) — астероїд головного поясу, відкритий 9 листопада 1974 року.
Тіссеранів параметр щодо Юпітера — 3,273.